# راشد جلال
راشد جلال (انگلیسی: Rashed Jalal؛ زادهٔ ۸ دسامبر ۱۹۹۴) بازیکن فوتبال اهل امارات متحده عربی است.